# Mickael Carreira
 (novembre 2023).
Si vous disposez d'ouvrages ou d'articles de référence ou si vous connaissez des sites web de qualité traitant du thème abordé ici, merci de compléter l'article en donnant les références utiles à sa vérifiabilité et en les liant à la section « Notes et références ».
Pour les articles homonymes, voir Carreira et Antunes.
Mickael Carreira, pseudonyme de Mickael Antunes, né le 3 avril 1986 à Dourdan, est un chanteur franco-portugais.
Il est le fils du chanteur Tony Carreira et le frère de David Carreira.

## Biographie
Il est le fils du chanteur Tony Carreira (Manuel Antonio Mateus Antunes) et de Fernanda Martins Araújo et le frère de David Carreira et Sara Carreira.
Il passe son enfance en France, et retourne au Portugal en 2000, tout en continuant ses études au Lycée Français Charles Lepierre à Lisbonne. À 11 ans, il rejoint le Conservatoire français pour étudier le piano pendant 3 ans, plus tard, il apprend la guitare avec son père.
Mickael compose ses propres chansons depuis qu'il est adolescent.
Une chanson lui est dédiée dans le premier album de son père intitulée Meu Heroi Pequeno.

## Carrière artistique
Il fait partie du jury de The Voice Portugal lors des saisons 2 à 6.

## Discographie
| Année | Album                        | Label                 | Classement | Ventes portugaises | Certification |
| Année | Album                        | Label                 | AFP        | Ventes portugaises | Certification |
| ----- | ---------------------------- | --------------------- | ---------- | ------------------ | ------------- |
| 2006  | Mickael                      | Vidisco               | 2          | 60 000             | 3 × Platine   |
| 2007  | Entre Nós                    | Vidisco               | 2          | 20 000             | Platine       |
| 2009  | Tudo O Que Eu Sonhei         | Farol Música          | 2          | 20 000             | Platine       |
| 2010  | Ao Vivo no Coliseu de Lisboa | Farol Música          | 1          | 40 000             | 2 × Platine   |
| 2012  | Viver a Vida                 | Farol Música          | 2          | 15 000             | Platine       |
| 2014  | Sem Olhar Para Trás          | Warner Music Portugal | 3          | 15 000             | Platine       |
| 2017  | Instinto                     | Warner Music Portugal | 3          | 7 500              | Or            |